# 迫击炮
迫击炮是一种炮身短、射角大、弹道曲率高、以座钣承受后坐力、发射尾翼稳定的炮弹的曲射火炮。其名称来源于可以“迫近射击”。

## 特点

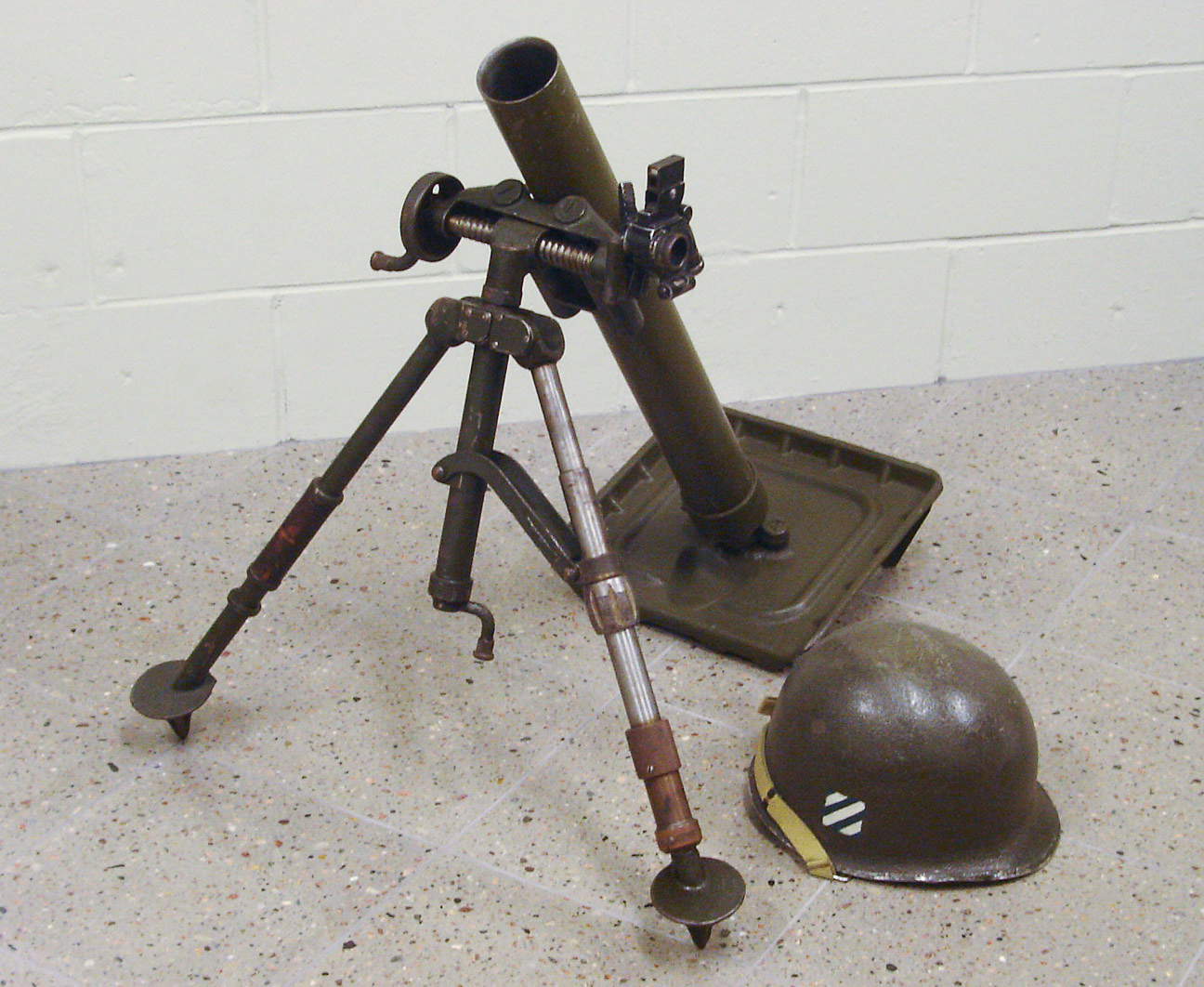
二戰美軍的M2迫擊炮

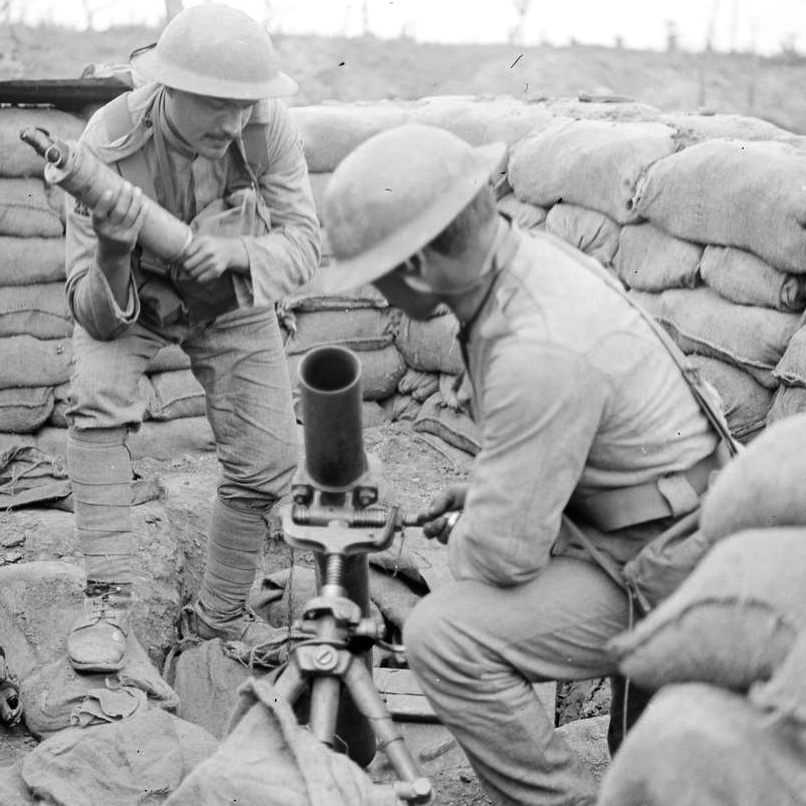
斯托克斯式戰壕迫擊砲

射角大（一般为45°～85°），弹道弯曲，初速小，最近射程小，对无防护目标杀伤效果好，适用于对遮蔽物后的目标和反斜面上的目标射击。射击时多人操作（2-5人），砲管后座能量通过底座钣由地面吸收。行军时砲管、底座钣、瞄準具可分解。主要配用杀伤爆破弹用于歼灭、压制敌有生力量和技术兵器，破坏铁丝网等障碍物；还可配用烟幕弹和照明弹、毒氣彈等特种炮弹。
迫击炮问世以来，被广泛运用于战争，尤其是山地战和堑壕战，配合步兵小单位（班、排、连、營）作战，為步兵之制式火力支援武器。

## 歷史
迫擊炮由臼炮演變而來。1904年日俄戰爭的旅順攻城戰中，日軍官兵離俄軍戰壕很近，普通火炮和機槍無法發揮威力。俄國炮兵軍官、旅顺要塞炮兵技术副主任列昂尼德·尼古拉耶維奇·戈比亞托利用臼炮彈道高、射程近的特點，和旅順城防司令康德拉堅科將軍一道設計出了第一門迫擊炮，其炮身為海軍的47毫米海军炮，安裝在輪式炮架上，便於推行，发射超口径长尾迫击炮弹，弹重11.5kg，射程500步。
然而戈比亞托發明的迫擊炮是由海軍臼炮改裝而來，雖然射程近，但無法拆成可攜帶的部件，步兵小單位作戰使用起來仍然不方便，因此沒有得到廣泛使用。直到第一次世界大戰期間，英國發明家溫弗雷德·斯托克斯（Wilfred Stokes）爵士在1915年發明了斯托克斯式戰壕迫擊砲，現代意義上的可分解、便攜帶的迫擊炮方告問世。
第二次世界大戰期間，蘇聯是世界上装备迫擊砲最多的國家，共34.8萬門。苏联政府设有迫击炮装备人民委员部。
世上最大的迫擊砲為美國在二次世界大戰末期時製造的小大衛，其炮筒重65304公斤，口徑為91.4公分。它所發射的彈頭重約1700公斤。
进入现代后。迫擊砲又出现了可以后膛装填的线膛炮、可以曲平射兩用、或可以自動連發的新种类；大口徑型也正趨向可自力移動的自行火砲。另外，迫擊砲由於使用簡單，除了正規軍隊外，連一些游擊隊都會裝備。

## 分类
迫击炮有多个分类方法：
- 装填方式可分为前装迫击炮和后装迫击炮；
- 按炮身结构可分为滑膛迫击炮和线膛迫击炮；

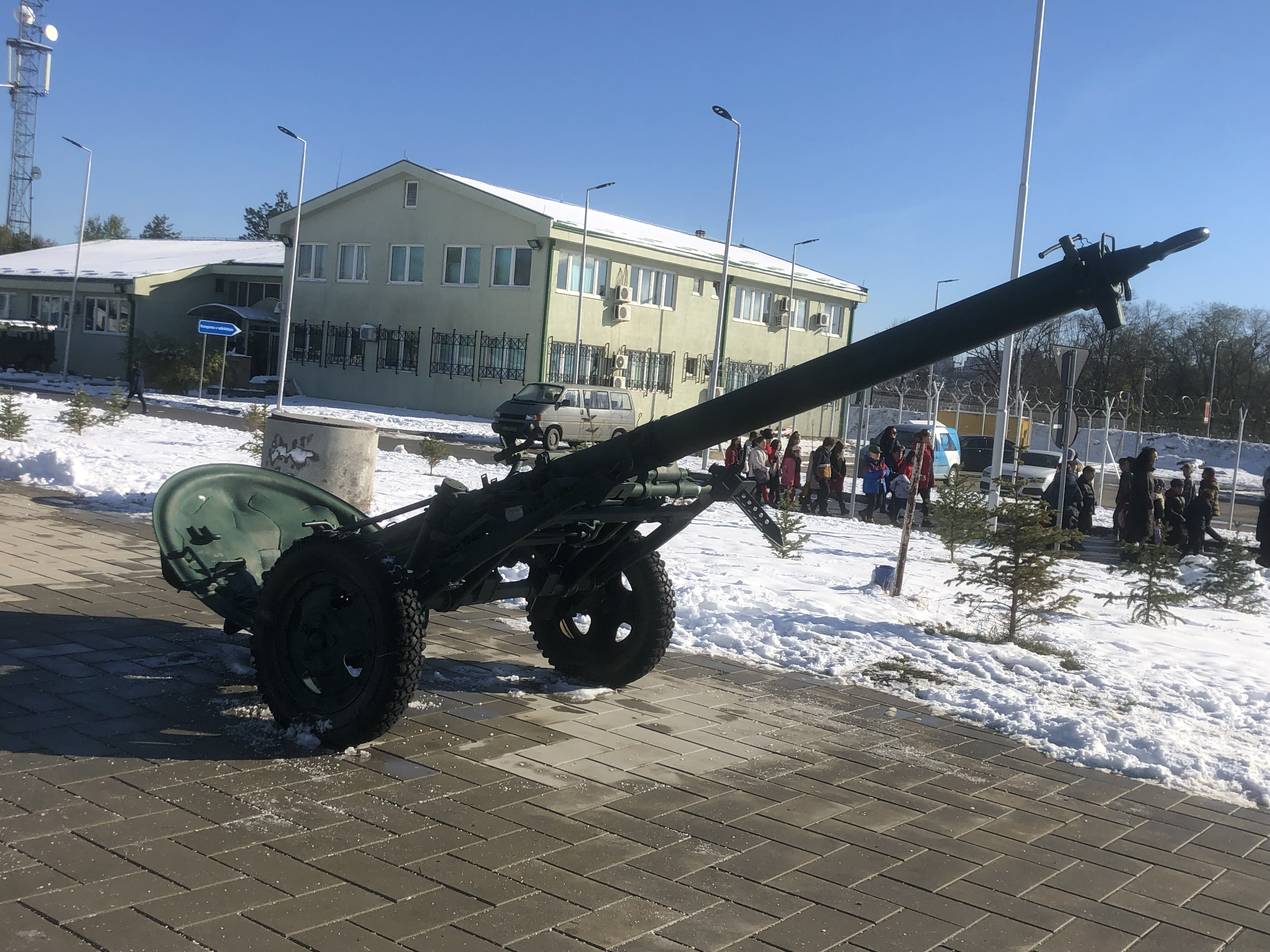
科索沃安全部队使用的M-160迫击炮

- 按运动方式可分为便携式、馱载式、车载式、牵引式和自行式。

### 杆式迫击炮

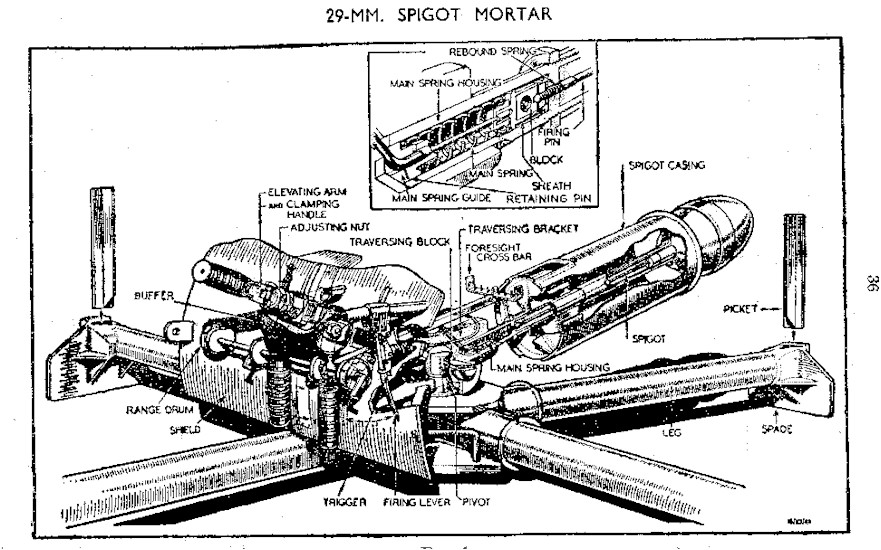
布莱克尔迫击炮是典型的杆式迫击炮

杆式迫击炮主要由一根带插头的，有时末端空心的发射杆组成。在发射时炮手会把炮弹的空心底端套在这根杆子上，而不是像在发射传统迫击炮那样把炮弹放入炮管里。发射杆的顶端和炮弹的外壳一起构成了一段较短的空心炮管。所以杆式迫击炮的结构是颠倒的，不是炮管环绕着炮弹，而是炮弹环绕着炮管。通常在杆子的底部内置一个触发机构，击发时长的击针沿杆向上撞击，从而激发弹丸内部的底火并引爆炮管内的发射药。
杆式迫击炮的优势在于，与同等有效载荷和射程的常规迫击炮相比，其火力部分（底板和发射杆）更小、更轻，制造也比较简单。此外，大多数杆式迫击炮没有常规意义上的口径，这意味着可以从同一门迫击炮发射几乎任何重量和直径的弹药。缺点是，尽管大多数迫击炮弹的后部呈流线型，非常适合改造为杆式迫击炮炮弹，但让炮弹的尾端具有空心炮管会让浪费体积和质量，进而减小弹丸的有效载荷。如果士兵仅携带少量弹药，则重量缺点并不明显。但是，一旦大量携行弹药，杆式迫击炮在弹药上浪费的重量就抵消了其原本的低重量优点了。
有些杆式迫击炮被设计为无声迫击炮。每发炮弹的炮管上内部都有一个紧密配合的滑套，该滑套可以紧紧地套在发射杆上。开火时，滑套和发射杆之间的火药燃气膨胀将弹丸从杆上推出，而滑套在和发射杆彻底分离之前则会被卡住。这样发射药燃烧产生的气体就会被滑套捕获，从而实现无声的设计。二战后的比利时Fly-K无声迫击炮是此类设计的典型例子。

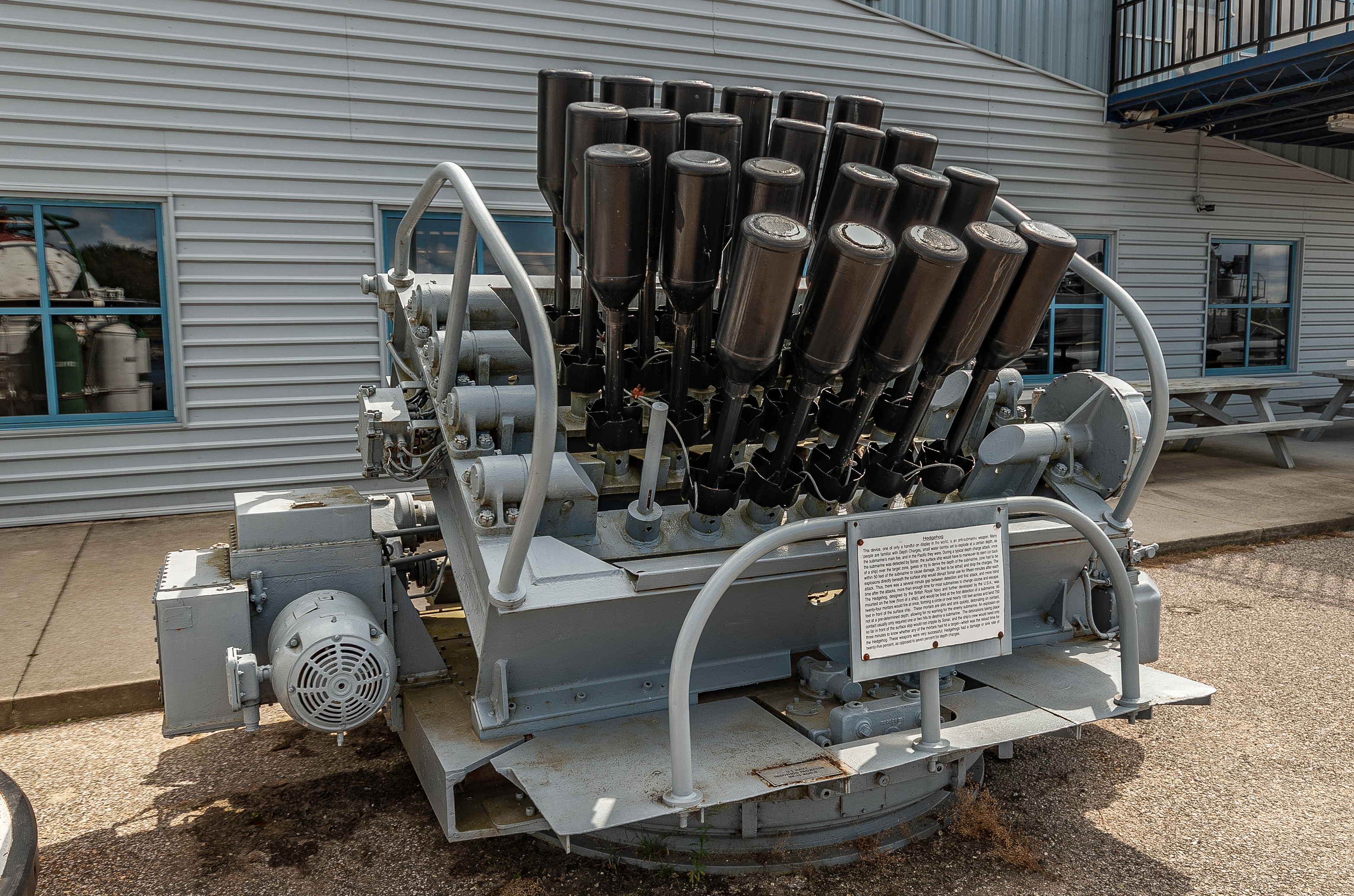
刺猬弹发射器，注意左下角的发射杆

随着时代发展，杆式迫击炮逐渐被常规设计的小口径迫击炮所取代，变得十分少见。 典型的杆式迫击炮设计有：
- 英国二战时期丘吉尔 AVRE上搭载的230毫米帕塔德迫击炮[2]
- 日本在冲绳战役和硫磺岛战役中使用的320毫米九八式臼炮
- 布莱克尔迫击炮和PIAT在二战中被英军用作反坦克武器。
- 刺猬弹发射器使用了24门紧密排列在一起的反潜杆式迫击炮。开火时刺猬炮会将24枚深水炸弹同时射出。

## 較常見的迫擊砲口徑
- 60毫米：

此口徑為法國布朗德公司在1930年代開發的布朗德迫擊砲家族中最小口徑的版本，適合讓步兵單獨攜帶，為步兵連級支援武器。此口徑在第二次世界大戰中快速茁壯，成為西方國家最普及的步兵迫擊炮。
- 81毫米：

此口徑為斯托克斯式戰壕迫擊砲量產使用的尺寸，後來被大部份國家接受成為標準營級迫擊炮的技術規格標準。包括法國布朗德1930年式81公釐迫擊炮、美軍M1迫擊炮、日本九七式迫擊炮。英國二战期间使用的ML3英寸迫击炮的口径为81.5毫米，但在冷戰中期開發的L16式迫擊炮回歸81毫米。
- 82毫米：

蘇聯、中華民國在1930年代開發的口徑規格，目前主要是俄羅斯與中華人民共和國在營級編制的武器。
- 4.2英吋（107毫米）：

最初為化學兵部隊使用，又稱化學迫擊砲。後來轉型為步兵團級支援兵器，知名的包括美國M2型4.2英寸迫擊砲、英國4.2英吋迫擊炮。
- 120毫米：

法國在1930年代開發的布朗德迫擊炮系列口徑最大的系列，後授權給芬蘭量產，蘇聯也依照該口徑標準製造了120公厘迫擊炮，同樣為步兵團級支援武器。冷戰期間除了蘇聯與共產國家，以色列也獲得芬蘭授權在國內產製，並獲得部分西方國家運用。美國則是在1980年代末期自以色列引進測評後接受了120公厘迫擊砲的規格，捨棄了4.2英吋標準。

### 引用
1. ↑  常和 著：《武器百科》，漢宇，2008年。第52頁。ISBN 9789866678615
2. ↑  "Tank Hurls Flying Dust Bins and Lays Tracks" 的存檔，存档日期2015-03-20.. Popular Mechanics, December 1944, p. 7.